# Uadi Guir
El Uadi Guir ( en árabe وادي قير ) es un río de 433 km de longitud en el sur de Marruecos y el Sahara argelino, cuyo curso superior se encuentra en la provincia de Midelt en la región de Meknes-Tafilalet y luego fluye a través de la provincia de Errachidía. Recorre alrededor de 42 km del extremo sur de la provincia de Figuig en la región oriental. Es junto con el Oued Saoura  uno de los dos ríos principales en el oeste del  Sahara argelino. Se cree que el Oued Guir es el antiguo río Gir . El desierto pedregoso y árido de la hamada de Guir, que se extiende al oeste de su curso lleva su nombre.

## Curso
El valle del uadi Guir se origina en el lado norte del collado entre el Jbel Timjnatine ( 2518  m ) y el  Jbel Mesrouh ( 2719  m ) en el este del Alto Atlas y atraviesa hacia el oeste  varias cadenas montañosas de las montañas del Atlas hasta llegar a la vertiente sur  y luego seguir su curso hacia el Sahara en una dirección generalmente sur-sureste. Es el afluente más importante desde la margen  izquierda   y desde el norte en el kilómetro 187 hasta el uadi Bouanane . Después de unos 217 km, el curso del río sale de Marruecos. A unos 23 km al sur de la frontera argelina, llega al embalse de Djorf Torba, a unos 40 km al oeste de la capital provincial de Bechar . Este represa la única agua que fluye periódicamente del uadi Guir dando  lugar a una superficie de agua de aproximadamente seis kilómetros de largo. Aguas abajo de la presa, el lecho del río atraviesa formaciones rocosas durante 30 km hasta llegar al desierto de arena en el oasis de Abadla . Desde aquí hasta la unión con el uadi Zousfana que conforman el  uadi Saoura cerca de Igli, la carretera nacional argelina 6 acompaña al uadi por la margen oeste.